# 三盅兩件
三盅兩件集團有限公司，簡稱三盅兩件集團，以及三盅兩件（英語：Soup Restaurant Group Limited，SGX：5KI），在1991年由莫一平（主席及總經理）等人有關創立。
業務在新加坡、馬來西亞，以及印尼經營牛车水家常菜，品牌為「三盅兩件」，以及「店小二」店舖，總部於171 Kampong Ampat #03-11 KA FoodLink Singapore 368330。股份在2007年5月28日於新加坡交易所創業板（凱利板前身）上市，到了2009年12月18日轉了主板上市，招股價為0.21坡元，配售股份為26,000,000股，集資額為5,460,000坡元。

## 連結
- SoupRestaurant.com.sg（页面存档备份，存于）